# Чрний Врх-в-Тухиню
Чрний Врх-в-Тухиню (словен. Črni Vrh v Tuhinju) — поселення в общині Камник, Осреднєсловенський регіон, Словенія. Висота над рівнем моря: 712,1 м.